# .bi
.bi es el dominio de nivel superior geográfico (ccTLD) para Burundi.